# Astarte

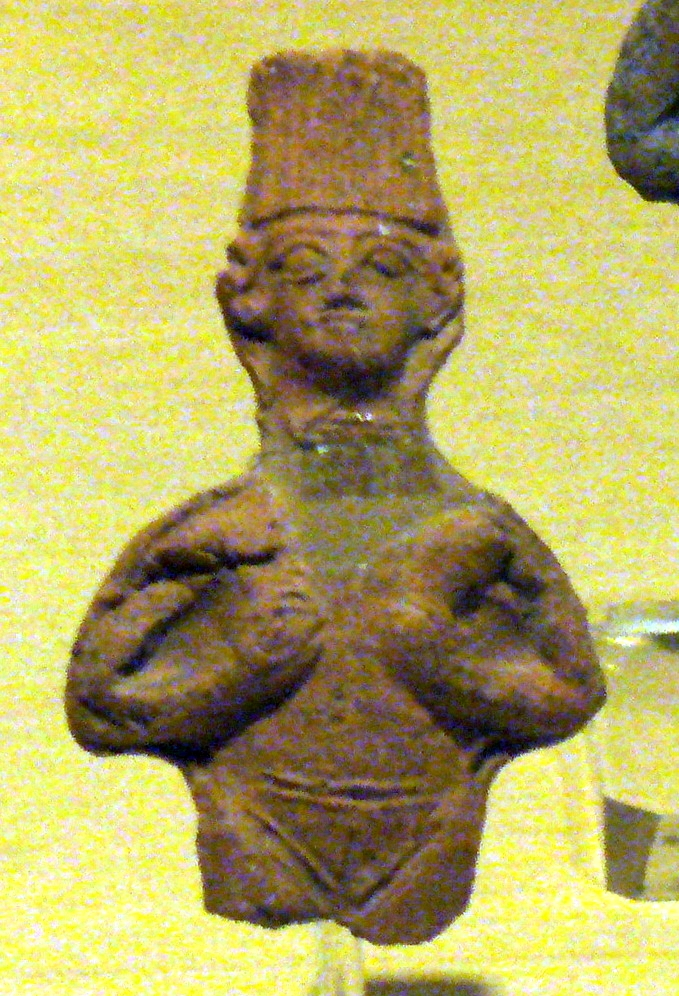
Altsyrische Terrakotta-Astarte-Statuette, wohl aus Palmyra, heute im Archäologischen Museum Istanbul.

Astarte, ugaritisch ʿAthtartu, phönizisch: ʿštrt, altgriechisch Αστάρτη Astártē, hebräisch עַשְׁתֹּרֶת Aschtoräth, aramäisch: ʿAthtar; war die Himmelskönigin und Liebesgöttin mehrerer westsemitischer Völker. Auf einer Inschrift von Delos wird die Astarte von Askalon zusammen mit Aphrodite als die Göttin der Seefahrer genannt.

## Verbreitung des Kultes

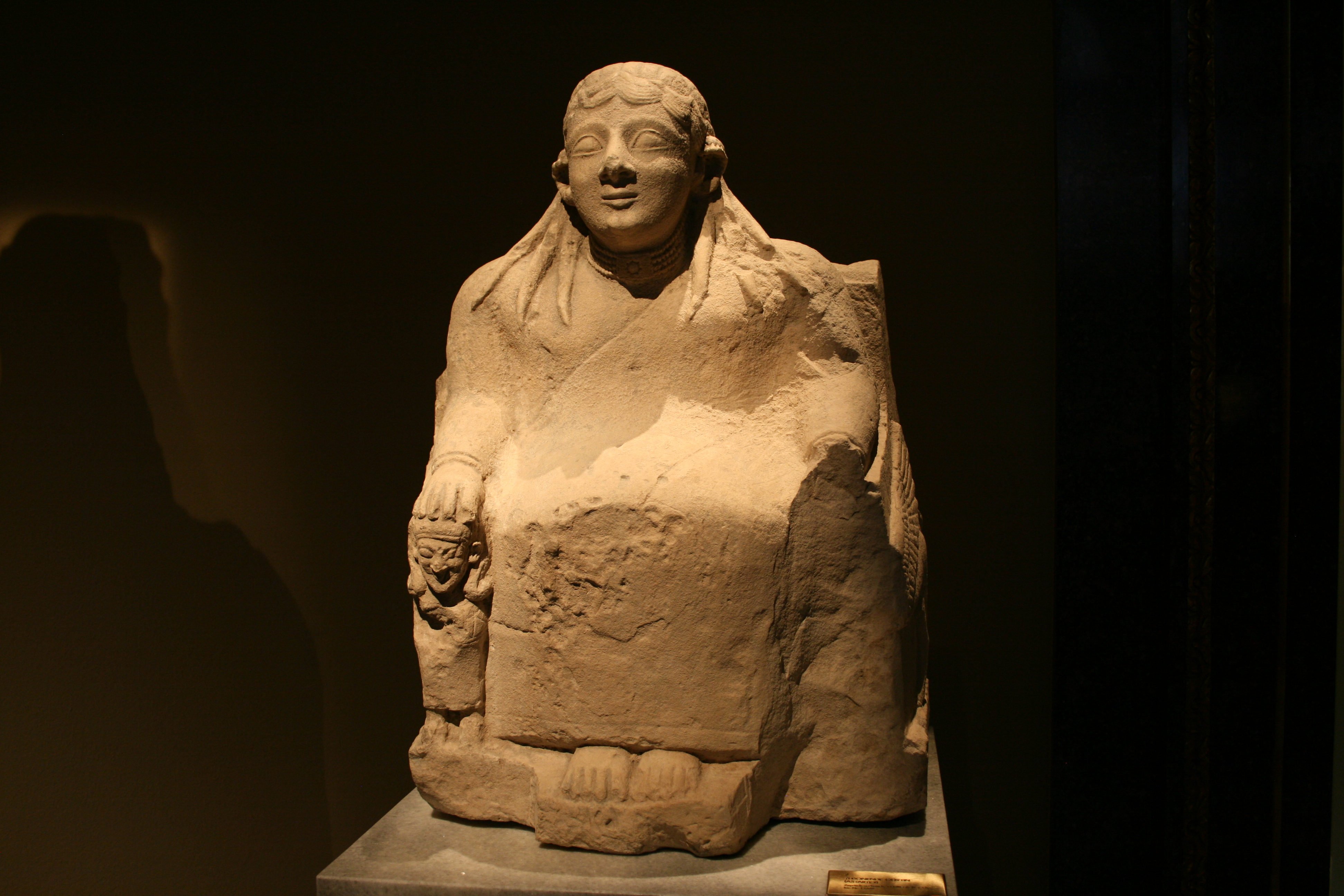
Darstellung der thronenden Astarte im 6. Jh. v. Chr.

Aštart wurde in Syrien und an der levantinischen Küste verehrt. In Emar am mittleren Euphrat war sie neben Išḫara und dNIN.KUR die wichtigste Göttin. In Ugarit wird sie vor allem mit Ba’al verbunden. Sie ist jedoch der Anat untergeordnet.
In der 18. Dynastie wurde der Kult der Astarte auch in Ägypten eingeführt. Aštart kann auch als Beiname von Meret verwendet werden.
Nach Sanchuniathon soll Astarte einen aus der Luft gefallenen Stern aufgehoben und auf der heiligen Insel Tyros geweiht haben.

## Mythen
Der Papyrus Astarte und das unersättliche Meer erzählt den vermutlich syrischen Mythos vom Kampf der Götter gegen den Meeresgott Jam in einer ägyptischen Version. Astart, als Tochter des Ptah bezeichnet, ist hier die Botin, die Jam besänftigen soll.

## Darstellung und Symbole
Antike Darstellungen der phönizischen Astarte zeigen meist eine Frauenfigur mit nacktem Oberkörper. Die nackten Brüste sind deutlicher Hinweis auf den lebenspendenden Aspekt der Liebes- und Fruchtbarkeitsgöttin. In manchen Darstellungen – insbesondere in Form der mesopotamischen Inanna oder Ištar – wird dies betont, indem sie die Brüste zusätzlich mit den Händen stützt bzw. nach oben schiebt.

### Universelle Symbole und Astronomie
Ein verbreitetes Merkmal der Astarte ist die Schlange, die sie in Händen hält. Die Symbolik der Schlange ist sehr vielschichtig und verweist auf die zahlreichen gegensätzlichen, heute oft widersprüchlich erscheinenden Aspekte des Wesens der Göttin, „das zugleich männlich, weiblich oder aus sich selbst entstanden sein kann. Als ein Tier, das tötet, ist sie Tod und Zerstörung; als eines, das periodisch seine Haut erneuert, ist sie Leben und Auferstehung; eingerollt wird sie mit den Zyklen der Manifestation gleichgesetzt.“ Ein weiteres ihrer Symbole ist ihre Krone, die teils als Kuhgehörn, teil als Mondsichel, dem universellen Symbol der Weiblichkeit, teils als Kombination aus beidem verstanden wird. Oft wird diese Form noch durch die Sonnenscheibe ergänzt. Außerdem erscheint daneben oft die Venus, der Abend- bzw. Morgenstern, meist dargestellt als großer, achteckiger Stern.

### Antikes Ägypten
In ihrer Funktion als Kriegsgöttin wurde Astarte im antiken Ägypten meist sitzend auf einem Pferd dargestellt. Ihre Attribute waren Schild und Speer, zuweilen noch verstärkt durch den Löwenkopf der Göttin Sachmet. Dabei blieb hier – anders als z. B. in der griechischen Pallas Athene – die Verbindung von kämpferischen und erotischen Elementen durchaus erhalten; in manchen Darstellungen erscheint sie „nackt und steht auf einem Löwen, aus ihren Hüften wachsen Schlangen und sie hält Lilien oder Schlangen als Symbole für Erotik und Fruchtbarkeit ihn ihren Händen.“

## Verwandte Götter
Verwandte Rollen spielten die ägyptische Isis, die babylonische Ištar, die altarabische, besonders in Palmyra verehrte Al-Lāt, sowie die griechischen Göttinnen Aphrodite und Demeter. In Ägypten wurde Astarte als Liebes- und Kriegsgöttin verehrt. Dem Namen nach ist sie auch mit dem ugaritischen ʿAthtar verwandt. Der Kult um die Liebesgöttin gelangte mit der Ausbreitung der phönizischen Kolonien nach Westen über Karthago bis in den Norden Marokkos. Im antiken Griechenland wurde Astarte mit Hera oder Aphrodite gleichgesetzt, letzteres zum Beispiel im sizilianischen Eryx. Die Etrusker verehrten sie als Uni-Astre, die Parallelen hat zu der im antiken Rom verehrten Göttermutter Juno.
Der im marokkanischen islamischen Volksglauben gefürchtete weibliche Besessenheitsgeist Aisha Qandisha hat vielleicht im Tempelkult Astartes seine Wurzeln.
Von Astarte wurde der Name des männlichen Gottes beziehungsweise Dämons Astaroth abgeleitet beziehungsweise Astarte mit Astaroth gleichgesetzt oder als alternative Schreibweise angesehen.

## Astarte in der Bibel
König Salomo förderte zeitweise die Verehrung der Astarte (1. Könige Kap. 11, Verse 5 und 33).
„Da schrien sie zum Herrn und sagten: Wir haben gesündigt; denn wir haben den Herrn verlassen und den Baalen und Astarten gedient. Befrei uns jetzt aus der Gewalt unserer Feinde; wir wollen wieder dir dienen“. Das Volk Israel verstieß mit der Verehrung von Astarte gegen das erste Gebot der Bibel (2. Mose 20, 3; 5. Mose 5, 7).
Von anhaltender Bedeutung der joschianischen Kultreform war der Versuch, einen bildlosen JHWH als einzig erlaubten Gegenstand der Verehrung zu etablieren und die Verehrung anderer Götter oder Mächte in sichtbarer Form zu verhindern. Die Archäologen Finkelstein und Silberman sind aber der Ansicht, dass dieser Versuch nicht besonders erfolgreich war. Als Beleg nennen sie zahlreiche Götterfiguren, die in israelitischen Wohnhäusern aus dem 7. Jh. v. Chr. gefunden wurden und mit der Göttin Astarte zu identifizieren seien.